# Брусничный (Коми)
Брусни́чный (коми Брусничнӧй) — посёлок в Княжпогостском районе Республики Коми России. Входит в состав сельского поселения Туръя.

## География
Посёлок находится в западной части Республики Коми, в пределах Вычегодско-Мезенской равнины, на правом берегу реки Вымь, на расстоянии примерно 25 км (по прямой) к северо-западу от города Емва, административного центра района.
Климат
Климат характеризуется как умеренно континентальный, с продолжительной умеренно морозной многоснежной зимой и коротким прохладным летом. Среднегодовая температура воздуха составляет −0,6 °С. Средняя температура воздуха самого тёплого месяца (июля) составляет 15,6 °C; самого холодного (января) — −16,2 °C. Среднегодовое количество атмосферных осадков составляет 608 мм.
Часовой пояс
Брусничный, как и вся Республика Коми, находится в часовой зоне МСК (московское время). Смещение применяемого времени относительно UTC составляет +3:00.

## История
Зарегистрирован как новый населённый пункт 16 января 1965 года. По данным 1970 года население посёлка составляло 685 человек. В 1979 году было учтено 513 жителей.

## Население
| 1989 | 2002 | 2010 |
| ---- | ---- | ---- |
| 304  | ↘161 | ↘75  |

Гендерный состав
По данным Всероссийской переписи населения 2010 года, в гендерной структуре населения мужчины составляли 48 %, женщины — соответственно 52 %.
Национальный состав
Согласно результатам переписи 2002 года, в национальной структуре населения коми составляли 42 % из 161 чел., русские — 38 %.